# 小畑昌文
小畑昌文（日语： Kobatake Masafumi，8月3日—）是一名日本男性聲優，大阪府出身，81 Produce所屬。

## 人物
方言是關西腔。
興趣與特長是特攝作品全般、書法和模仿。

## 演出作品
※粗體字為主要角色。

### 電視動畫
2013年
- 東京闇鴉（主播、咒搜官、試驗官、男學生）

2014年
- 蠟筆小新（男性A）
- 積木戰士（維克利普斯兵）
- 英雄銀行（錢柱金藏）
- 神奇寶貝超級願望 第2季 傑可羅拉冒險（男性2）

2015年
- 卡片戰鬥!! 先導者G 齒輪危機篇（梅格拉尼卡支部長、財界人B）
- 境界之輪迴2（赤鬼現場監督、主持人）
- 名偵探柯南（飛行員）

2016年
- 卡片戰鬥!! 先導者G 超越之門篇（梅格拉尼卡支部長）
- 見習神仙精靈（爺爺）
- D.Gray-man HALLOW（AKUMA）
- 魔奇 辛巴達的冒險（村之男C、塔比）
- 名偵探柯南（料理人}）

2017年
- 蠟筆小新（工作人員B）
- 多美卡超級救援DRIVE HEAD機動救急警察（司機、副駕駛、消防隊長、警官、責任者、下請監督、工作人員、所員、局員、職員、作業員、站長、機關長、操縱士、消防士）
- 寶可夢 太陽&月亮（訓練家）
- 龍族拼圖X（副官、SDF職員）
- 梵諦岡奇蹟調查官（食品男、黑面紗）
- 巴哈姆特之怒 VIRGIN SOUL（士兵）
- 理想禁區
- 忍者亂太郎（鎮裡的人、士兵）
- 機甲大師（楊老師）
- 銀魂.（舞蹈講師）

2018年
- 廢柴王子 ANIME CARAVAN（騎士A）
- 一人之下 羅天大醮篇/全性篇（胡傑、老天師）
- POP TEAM EPIC（鐮瀨將一、年輕人B）
- 蒼天之拳 REGENESIS（德軍隊長2、青幫成員3、日本兵、牙瑪的哥哥、政府組織部長、政府兵5、GENESIS幹部/黃、不良3、GENESIS部下1、拿轄之民2）
- 賽馬娘 Pretty Derby（記者）
- 閃躍吧！星光☆頻道（實況／DJ、施工者、裁判）
- 機獸戰記 狂野爆發（村民、Z男孩、店主、拉普特爾）
- 棒球大聯盟2nd（永井的父親）
- 閃亮模力小天才（男性B）
- 百鍊霸王與聖約女武神（瓦利）
- 音樂少女（Queen Records幹部）
- KIRA KIRA HAPPY★ 打開吧！見習神仙精靈（男性、男客人）
- Radiant 虛空魔境（住民B、住民、賣報人）
- 中間管理錄利根川（帝愛幹部）
- 月影特工（男2）

2019年
- 三次元女友 REAL GIRL（綾戶的父親）
- 凱洛與塔斯黛（警備員A）
- 機獸戰記 狂野爆發 ZERO（作業員、士官、士兵、廢品回收商）

2020年
- 機獸戰記 狂野爆發 ZERO（接待、將官、賈敏加、雷梅克准將、科學家）
- 體操武士（乘客、評論員A、節目解說）
- 月歌。 THE ANIMATION2（監督）

2021年
- IDOLY PRIDE（SPA的客人A）
- 決鬥大師 KING!（康妮的爺爺）
- 燒窯的話也要馬克杯（審查員）
- 百萬噸級武藏（操作員）
- 星光魔法（店長）
- 前輩有夠煩（男社員B）

2022年
- 舞動不止（老師、工作人員A）
- SPY×FAMILY間諜家家酒（埃德加的部下、密輸組職員、聽眾、中央銀行董事、服務員、班茲、泳池指導員、卡特、研究員、店主、守衛、醫生、網球俱樂部會員、國家保安局員、酒保）
- BUILD DIVIDE -＃FFFFFF-（大藏良雄）
- 新網球王子 U-17 WORLD CUP（西格蒙德會長）
- 組長女兒與保姆（鄉野）
- 決鬥大師 WIN（攝影師、深淵的三咆哮 Bawouja、職員C、Volshack Tail Dragon、有天賦的巨人社員、Great「S-驅」）
- 我家師傅沒有尾巴（和點心店老闆、男D、拍賣師、黑道2、討債者4、內弟子C、內弟子3、男1、客2、警官2）
- 受讚頌者 二人的白皇（納克庫兵）
- 宇崎學妹想要玩！ω（井村）
- 飆速宅男 LIMIT BREAK（觀眾）
- 給不滅的你 Season2（領主）
- 被勇者隊伍開除的馭獸使，邂逅了最強種的貓耳少女（領主）

2023年
- 阿魯斯的巨獸（指揮官）
- HIGH CARD 至高之牌（臣下、面具男、責任者）
- 物之古物奇譚（古錢的付喪神、灰均、塞眼）
- UniteUp! 眾星齊聚（大山、拉歐、Destroyers選手）
- 魔王學院的不適任者II～史上最強的魔王始祖，轉生就讀子孫們的學校～（男、魔族）
- 小智是女孩啦！（不良）
- 福星小子（老師）
- 淪落者之夜（士兵）
- 吸血鬼馬上死2（奇乖德父）
- 決鬥大師 WIN 決鬥學園篇（電磁魔天耶穌·扎納杜）
- 海盜戰記 SEASON 2（卡爾拉克）
- 屍體如山的死亡遊戲（傭人、赴火之蟲）
- 國王排名 勇氣的寶箱（士兵）
- 哆啦A夢（廣播、怪獸）
- 神劍闖江湖－明治劍客浪漫譚－（組員、護衛、小姓隊長、門下生、町人、圍觀者）
- MIX 第二季～第二個夏天，邁向晴空～（榮新控）
- 葬送的芙莉蓮（魔法店店主、衛兵、側近、農夫）
- 烈焰先鋒 救國的橘衣消防員（助教B、先遣隊無線電聲音、無線電聲音）
- 想當冒險者前往都市的女兒成為S級
- 家裡蹲吸血姬的鬱悶（虎男、蒙奇奇）
- 鴨乃橋論的禁忌推理（學生）
- 位於戀愛光譜極端的我們（數學教師、男學生C）
- SPY×FAMILY間諜家家酒 Season 2（店員、鎖鐮殺手巴納比、保安局員、市民）
- 靠著魔法藥水在異世界活下去！（神官）
- 藥師少女的獨語（大臣）
- 魔法使的新娘 SEASON2（薩珍特家追手）

2024年
- 葬送的芙莉蓮（小屋的主人、敦斯特）
- 藥師少女的獨語（圍觀者）
- BUCCHIGIRI?!（千夜[3]）
- 我獨自升級（純）
- 碰之道（雀士）
- 轉生貴族憑鑑定技能扭轉人生（格拉、士兵A、領民男、領主D）
- 吸血鬼男子宿舍（拉麵店店長、吸血鬼見證人）
- 刀劍亂舞 迴 -虛傳 燃燒的本能寺-（藤田行政）
- 魔法科高中的劣等生 第3期（男B、刑事）
- 泡泡糖忍戰（巨大草履怪、彭喬）
- 魔王學院的不適任者II～史上最強的魔王始祖，轉生就讀子孫們的學校～（八歌賢人）
- 新人大叔冒險者，被最強隊伍操到死成無敵（考官、親衛隊隊員B）
- 擅長逃跑的殿下（全體大叔）
- 女神咖啡廳 第2期（溫泉客）
- 異世界失格（國民）
- 我要【招架】一切～反誤解的世界最強想成為冒險家～（側近）
- SHY靦腆英雄 東京奪還篇
- 麵包超人（すなおとこ）
- 凍牌～地下麻將鬥牌錄～（海螺頭、觀眾、大叔、吉田、所員、組員、鷹鉤鼻）
- 地。-關於地球的運動-（門衛、異端者、裁判長、代鬥士、老人、修道士、所員）
- 星辰墜落之國的妮娜（要臣2、侍從、店主1、士兵2、福爾托納的祭司、黑宮隨從5、男性客2、綠宮侍從、王的親信2）
- 神劍闖江湖－明治劍客浪漫譚－ 京都騷亂（阿武隈四入道、新月村村民、新政府軍兵）
- 轉生貴族憑鑑定技能扭轉人生 第2期（巴拉迪魯州外交官、薩穆克町人、貝魯茨德軍士兵、家臣）
- 再見龍生，你好人生（村民）
- 結緣甘神神社（成員、路人）
- BLUE LOCK 藍色監獄 VS. U-20 JAPAN（職員A）

2025年
- 不幸職業【鑑定士】其實是最強的（死熊、智人A、國王、街上的人、領民）
- 神劍闖江湖－明治劍客浪漫譚－ 京都騷亂（梟爪眾、志志雄的部下、鎮民）
- 凍牌～地下麻將鬥牌錄～（池的下家、山扇會跟班）
- 雖然是公會的櫃檯小姐，但因為不想加班所以打算獨自討伐迷宮頭目（黏土魔像、幹部）
- 結緣甘神神社（棉花糖店）
- 一兆＄遊戲（西裝Pro社長、攝影師）
- 地。-關於地球的運動-（解放戰線鬥士、客人、男）
- 藥師少女的獨語 第2期（公奴婢、魯袁）
- 青之壬生浪（役人）
- 全修。（鎮民們）
- 受到猩猩之神庇佑的大小姐受到王立騎士團寵愛（大叔）
- LAZARUS 拉撒路（教授）
- 忍者亂太郎（客人）
- 外星人姆姆（男學生）
- MIRU 我的未來（外事官局長）
- 鬼人幻燈抄（小女孩的父親、犬神）
- 離開A級隊伍的我，和從前的弟子往迷宮深處邁進（警備兵）
- 這是妳與我的最後戰場，或是開創世界的聖戰 Season II（大臣A）
- 名偵探柯南（手下）
- WITCH WATCH 魔女守護者（不良）
- 陰陽廻天 Re:Birth（半GRAY、怨人、鎮民）
- 醜男真戰士（法官、恭志郎的手下）
- 歡迎光臨流放者食堂！（夜之霧團）
- Bad Girl 不良少女（風神）

### 劇場版動畫
2018年
- 電影 多美卡超級救援DRIVE HEAD機動救急警察（楠木）

2019年
- Code Geass 復活的魯路修（囚人）

2022年
- 灌籃高手 THE FIRST SLAM DUNK（高宮望[4]）

2023年
- 沙漠大冒險（斯威瑪茲·古皮[5]）
- 愛麗絲與特蕾絲的虛幻工廠（市民C）
- 大雪海的卡納 星之賢者
- 劇場版 SPY×FAMILY CODE: White（大尉）

2024年
- Bloody Escape -地獄的逃走劇-（市民）
- DEAD DEAD DEMON'S DEDEDEDE DESTRUCTION 惡魔的破壞（荻野[6]）
- 劇場版 忍者亂太郎 毒竹忍者隊最強之軍師（毒竹忍者）

2025年
- 處女朋克 發條少女（園長[7]）

### OVA
2011年
- 今天開始談戀愛（男學生）

2014年
- 魔奇少年 辛巴達歷險記（塔比）

2019年
- 情色漫畫老師（大叔軍團—）

### 網路動畫
2019年
- 戰鬥陀螺 爆烈世代 GT（健）

2024年
- SAND LAND: THE SERIES（斯威瑪茲·古皮）

### 遊戲
2015年
- 不起眼女主角培育法 - blessing flowers -（校長）

2019年
- 三國志大戰（文醜、孟節、唐彬、向寵、張飛[8]）

2020年
- Final Fantasy VII 重製版
- 北斗之拳 LEGENDS ReVIVE（ハーン兄弟・ギル）

2021年
- 勇者鬥惡龍X 天星的英雄們 Online（ポヴァディウス、祈願神殿的客人2[9]）

2024年
- 聖獸之王（ガストン、傭兵（Type A）/ NPC）
- 沙漠大冒險（斯威瑪茲·古皮[10]）

## 外部連結
- こばたけまさふみ - 81プロデュースの公式サイト
- 小畑昌文的X（前Twitter）